# Amyntas I của Macedonia
Amyntas I (tiếng Hy Lạp: Ἀμύντας Aʹ; khoảng 540 - 498 TCN) là vị vua của vương quốc Hy Lạp cổ đại Macedonia (540 - 512/511 TCN), sau đó là một chư hầu của vua Ba Tư Darius I từ khoảng năm 512/511 TCN cho đến khi ông chết vào năm 498 trước Công nguyên, vào thời kỳ Macedonia thuộc Achaemenes. Ông là con trai của vua Alcetas I của Macedonia. Ông kết hôn với Eurydice và họ có một cậu con trai là Alexandros.
Amyntas là chư hầu của Darius I, vua của Đế quốc Achaemenes của người Ba Tư từ khoảng 512 hoặc 511 trước Công nguyên. Amyntas đã dâng tặng món quà Đất và Nước cho vị tướng Megabazus, tượng trưng cho sự phục tùng đối với vị hoàng đế nhà Achaemenes. Một trong những người con gái của Amyntas là Gygaea đã kết hôn với vị tướng Ba Tư có tên là Bubares, đây có thể là cách để củng cố liên minh giữa họ với nhau.
Lịch sử của vương quốc Macedonia được xem là bắt đầu từ triều đại của Amyntas. Ông là vị vua đầu tiên của vương quốc này có quan hệ ngoại giao với các quốc gia khác. Đặc biệt, ông đã liên minh với Hippias của Athens. Đến khi Hippias bị đánh đuổi ra khỏi Athens, Amyntas đã đề nghị tặng ông ta lãnh thổ Anthemus nằm trên vịnh Therm cổ với mục đích lợi dụng mối thù giữa Hippias với những người Hy Lạp đồng hương. Hippias từ chối lời đề nghị này và cũng từ chối luôn lời đề nghị của Iolcos, nguyên nhân có thể là Amyntas đã không thật sự kiểm soát được Anthemous tại thời điểm đó, mà chỉ đề xuất một kế hoạch chiếm đóng chung với Hippias mà thôi.